# Oceanactis diomedeae
Oceanactis diomedeae is een zeeanemonensoort uit de familie Minyadidae. De anemoon komt uit het geslacht Oceanactis. Oceanactis diomedeae werd in 1893 voor het eerst wetenschappelijk beschreven door McMurrich. 